# Trans-en-Provence
Trans-en-Provence là một xã, thuộc tỉnh Var trong vùng Provence-Alpes-Côte d'Azur, Pháp. Xã này có diện tích 16,99 km², dân số năm 2006 là 5388 người. Xã này nằm ở khu vực có độ cao trung bình 146 mét trên mực nước biển.

## Biến động dân số
| Năm | 1805 | 1835 | 1866 | 1884 | 1892 | 1900 | 2008 |
| --- | ---- | ---- | ---- | ---- | ---- | ---- | ---- |
| Dân số | 1316 | 1300 | 1669 | 1467 | 1201 | 1203 | 5388 |
| From the year 1962 on: No double counting—residents of multiple communes (e.g. students and military personnel) are counted only once. |      |      |      |      |      |      |      |